# DataOps
DataOps — набор практик, процессов и технологий, который сочетает, интегрированный и ориентированный на процесс, взгляд на данные с автоматизацией и методами гибкой инженерии программного обеспечения для улучшения качества, скорости, сотрудничества и продвижения культуры непрерывного улучшения в области анализа данных. Хотя DataOps начинался как набор самых лучших практик, к настоящему моменту он созрел для того, чтобы стать новым и независимым подходом к анализу данных. DataOps применяется ко всему циклу жизни данных, начиная с подготовки данных и до предоставления отчётности, и признает взаимосвязь между отделом аналитики данных и отделом информационных технологий.
DataOps включает методологию Agile для сокращения время цикла разработки аналитики в соответствии с целями бизнеса.
DevOps фокусируется на непрерывной доставке используя по запросу IT ресурсы и автоматизируя тестирование и развертывание программного обеспечения. Это объединение разработки программного обеспечения и IT операций позволило улучшить скорость, качество, предсказуемость и масштаб инженерии программного обеспечения и его развертывания. Заимствуя методы DevOps, DataOps стремится привнести те же улучшения в анализ данных.
DataOps использует статистическое управление процессами (statistical process control (SPC)) для мониторинга и контроля конвейера аналитики данных. При применении SPC, поток данных, протекающих через работающую систему, непрерывно контролируется и проверяется на работоспособность. При появлении аномалии, команда анализа данных может быть уведомлена с помощью автоматизированного сигнала тревоги.
DataOps не привязан к конкретной технологии, архитектуре, инструменту, языку или фреймворку. Инструменты, поддерживающие DataOps продвигают сотрудничество, оркестровку, качество, безопасность, доступность и легкость использования.

## История
DataOps был впервые представлен Ленни Либманном, пишущим редактором журнала InformationWeek, 19 июня 2014 года в блог-посте на информационном хабе IBM Big Data & Analytics Hub, озаглавленном «3 причины, почему DataOps необходим для успеха больших данных» («3 reasons why DataOps is essential for big data success»). Позднее термин DataOps был популяризован Энди Палмером и Стеф Локком. DataOps является сокращением от «Data Operations». 2017 год был знаменательным годом для DataOps со значительным развитием экосистемы, охватом аналитики, увеличением количества поисковых запросов, обзорам, публикациям, и количеству проектов с открытым исходным кодом. По мнению компании Gartner в 2018 году DataOps находился в цикле хайпа Управления данными. 

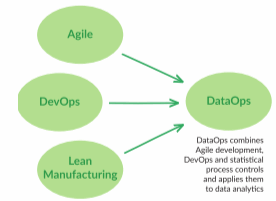
DataOps наследует от DevOps, Agile, и производства

## Цели и философия
Прогноз роста объема данных составляет 32% совокупного среднегодового темпа роста (CAGR) до 180 Зеттабайт к 2025 году. (Источник: IDC). DataOps стремиться предоставить инструменты, процессы, и организационные структуры для того, чтобы справиться с этим значительным увеличением данных. Автоматизация упрощает повседневную потребность в управлении большими интегрированными базами данных, освобождая команды, занимающиеся данными для разработки новой аналитики более действенным и эффективным способом. DataOps стремиться увеличить скорость, надежность, и качество анализа данных. Он ставит акцент на коммуникацию, сотрудничество, интеграцию, автоматизацию, измерение и сотрудничество между учеными в области данных, аналитиками, ETL инженерами, специалистами по информационным технологиям (IT) и специалистами обеспечения и управления качеством.

## Реализация
Тоф Уитмор из компании Blue Hill Research предлагает следующие лидерские DataOps принципы для департамента информационных технологий:
- «Установить измерения прогресса и производительности на каждом этапе потока данных. Там, где возможно, измерить время циклов потоков данных на соответствие стандарту.»
- Определить правила абстрактного семантического слоя. Убедиться, что все „разговаривают на одном и том же языке“ и прийти к соглашению, что является данными (и метаданными), а что нет.
- Проверять глазами: включить непрерывное улучшение циклов обратной связи, предназначенных для людей. Потребители должны иметь возможность доверять данным, а это может произойти только с возрастанием проверки.
- Автоматизировать такое множество этапов потока данных какое только возможно включая бизнес-аналитику (BI), науку о данных, и аналитику.
- Используя информацию о проверки производительности, найти узкие места и оптимизировать их после этого. Для этого в процессе могут потребоваться инвестиции в оборудование, или автоматизация процесса, занимающегося наукой о данных, который прежде выполнялся людьми.
- Установить дисциплину управления, с особым вниманием к двухстороннему контролю за данными, владению данными, прозрачности, и всестороннему отслеживанию происхождения данных во время всего рабочего процесса.
- Спроектировать процесс с учётом роста и расширяемости. Модель потока данных должна быть спроектирована для вмещения объемов и разнообразия данных. Следует убедиться, что имеющиеся технологии, с учётом роста данных предприятия, имеют доступную для масштабирования стоимость.»

## События
- Data Opticon[13]
- Data Ops Summit[14]
- Data Ops Online Champion[15]